# Előre Kiskönyvtára
Az Előre Kiskönyvtára magas példányszámban megjelenő, szépirodalmi és ismeretterjesztő műveket magába foglaló olcsó könyvsorozat a bukaresti Előre c. napilap kiadásában, mely 44 címet adott közre 1971-76 között.

## Profilja, szerkesztői
A közhasznú kötetek a gyakorlati életben kívántak jogi vagy egészségügyi eligazítást nyújtani, a szépirodalmi kiadványok pedig elsősorban a magyar, a román s a világirodalom klasszikus alkotásait juttatták el – olykor a szórakoztatásnak engedményeket téve – a széles olvasóközönséghez. A sorozat 1971-ben indult, utolsó, 44. kötete 1976-ban jelent meg. Szerkesztőbizottsága: Bajor Andor, Barabás István, Beke György, Lászlóffy Aladár, Majtényi Erik (felelős szerkesztő), Marosi Barna, Szőcs István; a bizottság a 4. számtól Gálfalvi Zsolttal bővült.

## Jelentősebb kötetei
- Daniel Defoe: Robinson Crusoe (fordította Vajda Endre, 1971)
- Jókai Mór: Névtelen vár (I-II. 1972)
- Haralambie Zincă: És akkor ütött az óra (fordította Márton Ráchel, 1972)
- Jules Verne: Várkastély a Kárpátokban – Ox doktor ötlete (fordította Huszár Imre, ill. Mikes Lajos, 1972)
- Petőfi Sándor Költeményei (I-III. 1972. A költő születésének 150. évfordulójára, 75 000-es példányszámban)
- Mikszáth Kálmán: Akli Miklós – Krúdy Kálmán csínytevései (1972)
- Kahána Ernő: Az orvosé a szó (1972)
- Jules Verne: Sándor Mátyás (I-II. 1972)
- Vendégek a világűrből? (Gáll András előszavával, 1972)
- Szepessy Tibor: Kis jogi tanácsadó (I-II. 1973)
- Gárdonyi Géza: Láthatatlan ember (1973)
- Bárányi Ferenc: Mindenki háziorvosa (1974)
- Ráth-Végh István: Az emberi butaság kultúrtörténete (1974)
- Öt világrész utasai (benne Illés József jugoszláviai útijegyzetei, útirajzok, 1975)
- Julian Szemjonov: A Stirlitz-dosszié (1975)
- Virágoskönyv (Fülöp Ernő összeállítása, 1975)
- Szőcs István: Más is ember (Kis illemtan, 1975)
- Derzsi Ede-Mátray Erzsébet: A labda kerek (sporttörténet, 1975)
- Ide besüt a nap (válogatott riportok, 1975)
- A világ országai (I-IV. 1976)